# Galleria nazionale d'Irlanda
La Galleria nazionale d'Irlanda (in irlandese Ghailearaí Náisiúnta na hÉireann, e in inglese National Gallery of Ireland) ospita la collezione d'arte irlandese ed europea. Fondata nel 1854, aprì le porte al pubblico dieci anni più tardi. Si trova nel cuore di Dublino e conserva numerosi dipinti di scuola irlandese, italiana (soprattutto barocca), nonché opere di grandi maestri olandesi. L'ingresso è gratuito. L'attuale direttore è Rainbird Sean.

## Alcune opere conservate

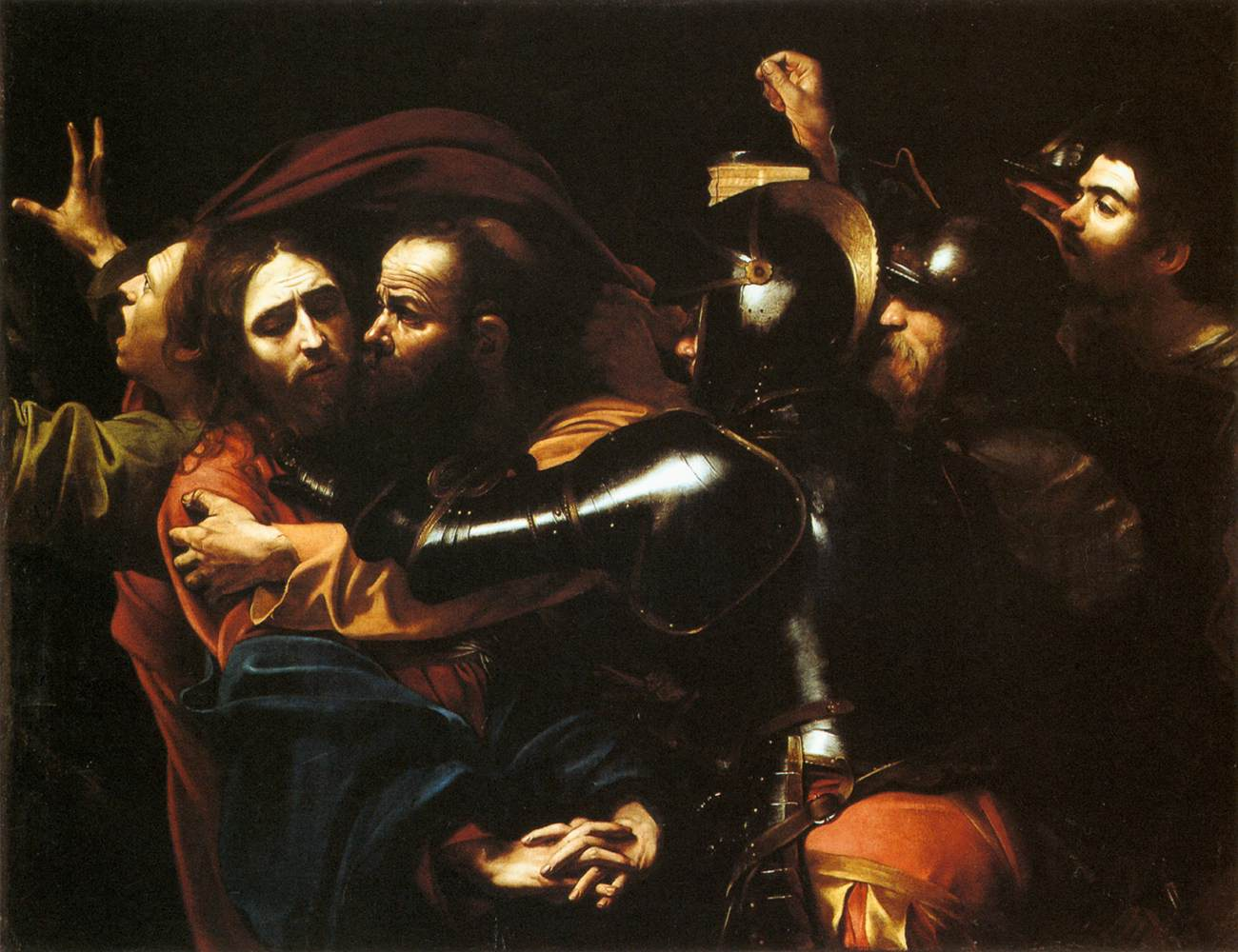
Caravaggio, Cattura di Cristo (1602).

- Beato Angelico, Condanna al rogo dei santi Cosma e Damiano, 1438-1443;
- Paolo Uccello, Madonna col Bambino, 1445 circa;
- Caravaggio, Cattura di Cristo;
- Andrea Mantegna, Giuditta con la testa di Oloferne, 1495 circa;
- Tiziano, Ritratto di Baldassarre Castiglione, 1525 circa;
- Diego Velázquez, Una domestica per la cena in Emmaus, 1619-20;
- Jan Vermeer, Donna che scrive una lettera alla presenza della domestica, 1671 circa;
- Mattia Preti, Decapitazione di San Giovanni Battista, 1640 circa;
- Nicolas Poussin;
- Paolo Pagani, Studio di nudi per una caduta dei giganti;
- Rembrandt;
- Jacques Louis David;
- Louis le Brocquy;
- Gabriel Metsu;
- Georg Pencz.

### Pittori irlandesi
- John Butler Yeats;
- Paul Henry;